# Jutlandia
 Denne artikel omhandler skibet M/S Jutlandia. Opslagsordet har også en anden betydning, se Jutlandia (flertydig).
M/S Jutlandia (motorskibet lat.: Jylland) var bestilt af og bygget for ØK på Nakskov Skibsværft i 1934 som et kombineret passager- og fragtskib. Efter en udvidet driftstid som hospitalsskib og kongelig yacht blev Jutlandia ophugget i 1965.

## Historie
Jutlandia blev bestilt af ØK i 1934 for at afløse ældre skibe i linjetrafik mellem København og Bangkok. Jutlandia besejlede denne rute fra november 1934 til januar 1940 og igen fra 1954 til slutningen af 1964.
Jutlandia var det eneste skib i ØK-flåden, der blev designet med en maierstævn, og var det andet af tre skibe af det navn.

## 2. Verdenskrig
Da 2. verdenskrig brød ud i september 1939, var skibet lige ankommet til Rotterdam en route til København. Det gjorde rejsen færdig og en tur til Bangkok, før det returnerede til København i januar 1940.
Efter ankomsten til København blev det stillet til rådighed for den danske regering. Skibet blev sendt til Argentina for at hente en last korn og returnerede til København den 31. marts 1940. Den 1. april blev det sendt til Nakskov Skibsværft med henblik på almindelig periodisk vedligeholdelse.
Jutlandia lå i tørdok, da Tyskland angreb og besatte Danmark den 9. april 1940. På grund af mangel på dieselolie blev Jutlandia ikke beslaglagt af tyskerne, men blev lagt op ved Slotø tæt på skibsværftet sammen med to af ØK's andre motorskibe Java og Falstria. Alle tre skibe havde kun en minimal besætning om bord til almindelig vedligeholdelse.
Her blev det indtil krigens slutning på trods af et allieret luftangreb 3. maj 1945. Ved angrebet blev Java sænket og Falstria fik en oversvømmelse og kom i brand. Jutlandia slap med nogle kuglehuller og en mindre brand i et lastrum.
Jutlandia var fuldt sødygtig den 11. august 1945 og gik i rutefart mellem Europa og østkysten af USA.
Jutlandia lå i Nakskov havn ved Møllebugten ved Ota fabrikken, hvor den lå under hele krigen. De sidste par dage af krigen blev den sejlet ud af fjorden for at beskytte den.

## Koreakrigen
Da Koreakrigen brød ud den 25. juni 1950, gav Danmark tilsagn om at assistere FN og United Nations Command og at give humanitær støtte til de allierede styrker i Sydkorea. Beslutningen var ikke ukompliceret: stemningen mellem stormagterne var anspændt, og Danmark måtte finde en måde at støtte FN på uden at virke aggressiv. Der blev meget hurtigt stillet medicinalvarer til rådighed, og efter forhandlinger blev der enighed om, at Danmark også sendte et hospitalsskib. I efteråret 1950 accepterede ØK igen at stille Jutlandia til rådighed for den danske regering, mens det var en route til New York.

### Klargøring
Regeringen sendte Jutlandia til Nakskov Skibsværft og fik hende rigget om til et fuldt moderne hospitalsskib. Hun havde 4 operationsstuer, 4 hospitalsafdelinger med 356 senge, røntgen-, øjen- og tandklinikker samt laboratorier, apotek og specialafdelinger. Der var stor søgning til stillingerne om bord. På et tidspunkt blev der søgt 42 sygeplejersker – der meldte sig mellem 3 og 4.000, heraf kom ca. 200 til samtale. Læger og sygeplejersker blev indkvarteret i kahytterne, for det meste 4 i hver.
Linjen '...sygeplejerske på 16 år...' i Kim Larsens sang om Jutlandia er møntet på skibet. Man ønskede fortrinsvis at have modne mennesker om bord, navnlig i betragtning af de voldsomme krigsskader man måtte forvente at se om bord. Det var ikke noget, man ønskede at udsætte unge mennesker for. Gennemsnitsalderen var omkring de fyrre, og ingen var under 25

### Status
Der blev lagt stor vægt på at bevare Jutlandias civile status. Som alle andre hospitalsskibe blev det malet hvidt med røde kors på siderne, og i modsætning til det 1½ meter brede grønne bånd, som militære hospitalsskibe havde påmalet langs skandækket, havde Jutlandia et rødt bånd.
Dansk Røde Kors stod for drift, bemanding og organisation af hospitalet. ØK forsynede hende med besætning. Staten betalte.
Jutlandia havde kommandør Kai Hammerich som chef. Han havde opgivet sin stilling som præsident for Dansk Røde Kors for at tage med til Korea. Han bibeholdt sin rang som søofficer for bedre at kunne stå i forbindelse med FN's militære ledelse. Han var også kontaktperson til Røde Kors og den danske stat.

Næstkommanderende og hospitalschef var overlæge Mogens Winge. Tredjestyrmand var den unge ØK-sømand Per Strand. Kaptajn Christen Kondrup, Jutlandias mangeårige skipper, blev om bord som skibschef. I tilfælde af en maritim krisesituation ville kommandoen jfr. søvejsreglerne automatisk blive Kondrups.
Da hospitalspersonalet skulle omgås soldater, fik alle, på trods af at de var civilister, tildelt passende militær rang. Under opholdet i Korea morede besøgende allierede officerer sig da også over, hvor civilt alting gik til om bord.

### Afgang
Den 23. januar 1951 blev hun sendt af sted til Korea. Hun sejlede under tre flag: Dannebrog, Røde Kors' og FN-flaget. Dagen før afgangen blev hun besøgt af kong Frederik og dronning Ingrid. Kongen kendte Hammerich godt. Mens han endnu var kronprins, havde Hammerich været hans overordnede i Flåden. Kronprinsen havde på en øvelse opført sig uansvarligt og havde indkasseret en lussing fra Hammerich som belønning.
Ved afrejsen blev der holdt taler og en lille højtidelighed, og Jutlandia blev fulgt til dørs af bl.a. udenrigsministeren, et hornorkester og ca. 10.000 borgere. Hammerich ønskede folkelig opbakning. Han ønskede ikke, at Jutlandia skulle 'liste af sted som en tyv om natten'. Hun medbragte en besætning på 97 mand plus en hospitalsstab på 91.
Rejsen gik først til Japan, hvor Jutlandia skulle melde sig til FN's stab. Rejsen gik rimeligt begivenhedsløst der blev brug for hospitalet til to tilfælde: skibets skrædder blev opereret for blindtarmsbetændelse, og overlæge Tage Kjær faldt og sprængte achillessenen. Han blev på skibet og gik sin stuegang med gipsben og på krykker. Undervejs måtte personalet deltage i simpel militær geledtræning, så de kunne præsentere sig pænt ved ankomsten. Jutlandia var fremme på 38 dage.
Jutlandia påbegyndte sin tjeneste i Busan den 10. marts 1951, ca. 200 km fra fronten. Afhængigt af krigshandlingerne varierede belægningen fra knap 100 til over 200 sårede. I perioder med lav belægning var der en slags konkurrence med de amerikanske hospitalsskibe om at overtage patienter.
Mange mente, at Jutlandia havde en høj og internationalt anerkendt standard. Som følge heraf fik hun overført nogle af de sværeste tilfælde. Det viste sig, at der var ca. ti gange så mange kirurgiske som medicinske patienter. Forskellen skyldtes de moderne vacciner. Under første verdenskrig havde der været omtrent lige mange. Ingen så så nøje på afdelingsgrænser, alle indrettede sig fleksibelt og placerede patienterne, hvor der var plads.
Blandt soldaterne blev Jutlandia populær. Der var god plads – der var kun ca. halvt så mange sengepladser som militære hospitalsskibe af samme størrelse plus de avancerede specialklinikker. Det betød gode chancer for en succesfuld behandling. En del soldater gik rundt med små sedler i lommen eller bundet fast til deres hundetegn: dersom de blev såret, ønskede de at blive overført til Jutlandia.
Koreanerne husker, at Jutlandia var det eneste hospitalsskib, der under krigen også behandlede civile koreanere.
Der stod for det meste sengepladser ledige. Det passede personalet dårligt, at de ikke kunne bruges, når de så den nød og elendighed, der herskede blandt civilbefolkningen. Sygeplejerskerne måtte ikke gå i land, men læger og sygepassere arbejdede undertiden på improviserede førstehjælpsstationer. Helt uofficielt hjalp de lokalbefolkningen, og i visse tilfælde bragte de patienter om bord. De fandt adskillige forældreløse børn, som kom ombord til pleje og pasning. Der blev lavet en lille børneafdeling i et hjørne af officersgangen. Den amerikanske kaptajn McKeon havde startet et lille børnehospital, Happy Mountains, i udkanten af Pusan. Han fik assistance af skibets læger. Det gik så vidt, at medicin 'forsvandt' fra lagrene – for derefter at dukke op på børnehospitalet.
Efter krav fra lægerne pressede Hammerich FN for at få tilladelse til at behandle civile. I juli '51 kom tilladelsen på betingelse af, at civilister blev sendt i land, dersom der ankom sårede soldater. Det skete, at civile blev sendt i land, selv om de ikke var færdigbehandlede, hvilket besætningen havde det elendigt med.
Efterhånden som sommervarmen trængte sig på, viste det sig, at Jutlandia var ilde faren uden klimaanlæg. Derfor blev det sendt til Europa som sygetransportskib med 202 patienter mod Rotterdam i august '51. Turen var ikke helt uden problemer – bl.a. ønskede en del af patienterne at gå i land, når skibet var i havn. Da det var umuligt, gav det en del uro, men det lykkedes at få alle patienterne med hjem.

### Anden rejse
Efter at have modtaget forsyninger i Rotterdam, stak Jutlandia i søen igen og ankom 13. november til Pusan. En stor del af personalet var udskiftet. En del læger havde fået så kort varsel, at de ikke kunne komme med skibet, men måtte flyves til Korea.
På den første tur kom mange neurokirurgiske patienter om bord. På den anden kom vægten til at ligge på lunge- og kæbekirurgi. Der var blevet stillet 100 sengepladser til rådighed for de koreanske militærhospitaler, og andre 100 måtte benyttes til civile koreanere. I begyndelsen følte FN-soldaterne sig utrygge ved koreanerne, men stemningen vendte hurtigt.
Det viste sig, at selv om Jutlandia havde plads til 350 patienter, var omkring 250 maximum, hvis arbejdsbyrden skulle være rimelig. Den gennemsnitlige belægning på denne tur lå også mellem 200 og 250 patienter.
Der kom koreanske læger om bord, og for at højne standarden blev de systematisk undervist om bord. Det var nu blevet 'legalt' at lave humanitært arbejde på den danske måde: at hjælpe hvor der var nød, frem for at sidde med hænderne i skødet og vente. Så det frivillige hjælpearbejde i land blev fortsat også med skoleundervisning i børneafdelingen. Der var interesse for Danmark blandt de lokale, så der blev samarbejdet med bl.a. lokale præster og lærere, og til slut lykkedes det at få stillet en dansk-koreansk venskabsforening på benene. Foreningen eksisterer endnu.
Det gav visse kulturelle problemer at have koreanske civile patienter. I Korea var det almindeligt, at hospitalet klarede behandlingen af en syg, mens forplejningen var patientens egen sag. Så når en patient blev indskrevet, flyttede hele familien med kogegrej ind i fodenden af sengen. I nogle tilfælde kunne familien være dybt fornærmet over ikke at måtte forsørge patienten.
Efter de indledende problemer gik det bedre. De fremmedes skikke blev kendt og accepteret, og patienterne var glade for at komme om bord.
Personalet var så engageret i hjælpearbejdet, at det ofte afslog at tage på orlov i Japan. Mange tog ganske frivilligt dobbelt tørn. Hensynet til de dårlige koreanske patienter kom først.
Til Røde Kors' fortrydelse kom der ikke sårede krigsfanger om bord. Røde Kors var utilfreds med, at organisationen kun kunne assistere den ene side i konflikten: de følte, at foreningens upartiskhed kunne drages i tvivl. FN's militære ledelse lod sig ikke bøje. I stedet for gik nogle af lægerne fra borde og hjalp med operationer på de hospitaler, som tog sig af krigsfangerne.
29/3 1952 afgik Jutlandia til Japan. Derfra en sygetransport 21. april med 194 patienter helt til Danmark. Det var en stor hjælp, at der ikke var psykiatriske patienter om bord denne gang.

### Tredje rejse
Før den 3. rejse fik Jutlandia under ophold på Nakskov Skibsværft i august/september 1952 installeret et helikopterdæk, en øjenklinik og et antal britiske ambulancemotorbåde. Der blev også bestilt aircondition, der blev installeret ad flere omgange og først efter ankomsten til Japan. Hun afsejlede den 20. september 1952, og nåede frem til Yokohama den 2. november. Her blev helikopterdækket inspiceret og godkendt.
På denne rejse blev hun stationeret i Incheon-bugten kun ca. 40 km fra fronten. Hun ankom 20. november. Så tæt på fronten kunne besætningen undertiden se kanonilden og være forberedt på, at der kom sårede. Takket være helikopterdækket kunne soldater undertiden være om bord og under behandling 20 minutter efter, at de var blevet såret.
Nu kom patienterne direkte fra fronten. Det kunne give døgndrift om bord.
I marts '53 gik det særligt hedt til. På 3½ døgn ankom der 169 sårede, heraf 81 svære tilfælde. I hele marts kom der 301 patienter – 104 med helikopter, resten pr. båd. Det var i overkanten for lægerne. Ledelsen overvejede at få forstærkninger hjemmefra, men så blev der heldigvis roligt igen.
Placeringen i bugten og den større mængde sårede soldater gjorde, at hjælpen til de civile blev reduceret. Ikke desto mindre fandt besætningen tid til at assistere med at opbygge en klinik i land, som kunne give hjælp til fattige og syge.
Efterhånden som krigen gik mere og mere i stå, blev der mindre for Jutlandia at lave. Der var tale om, at en våbenstilstand skulle forhandles på Jutlandia, et civilt neutralt skib, men nordkoreanerne afslog. Våbenhvilen blev forhandlet andetsteds og trådte i kraft den 27. juli 1953.
Hammerich lavede igen ballade i Tokyo. Jutlandia var sendt ud for at lave en hvilken som helst form for humanitær hjælp, ikke for at ligge i beredskab. Der var ikke behov for skibet længere, så resultatet blev at det blev sendt hjem som sygetransport til Yokosuka den 16. august for at afgive sine sidste patienter, og blive klargjort til hjemturen på værft i Yokohama. Hun afgik fra Tokyo den 29. august med 229 patienter og frigivne krigsfanger om bord.
Den tredje transport var nemmere end de to foregående. Der var kun 30 patienter, som krævede lægebehandling. Og krigsfangerne følte, at komme om bord på Jutlandia var som at komme ud i friheden, så de havde ikke problemer med at indordne sig.
Jutlandia fik en heltemodtagelse i København den 16. oktober 1953 efter 999 dages FN-tjeneste.
I alt behandledes under tjenesten i Korea 4.981 sårede allierede soldater fra 24 forskellige nationer samt mere end 6.000 civile koreanere (tallet er usikkert: det kan være op til tre gange så mange), heraf et ukendt antal børn. Kun 29 patienter døde. Den mest prominente civile patient var republikken Koreas første præsident, Syngman Rhee. Han kom under behandling på skibets tandklinik.
Efter en omrigning på Nakskov Skibsværft genoptog Jutlandia sin normale tjeneste mellem København og Bangkok for første gang siden 1939.

## Kongelig yacht
ØK stillede i september 1960 Jutlandia til rådighed for kongen af Thailand og hans følge under det officielle besøg i Skandinavien af majestæterne kong Bhumibol og dronning Sirikit. Fra København rejste det kongelige par med Jutlandia til Oslo, derefter til Stockholm.
Efter dette besøg genoptog Jutlandia sin normale tjeneste.
Tre år efter blev Jutlandia udvalgt til at sejle tronfølgeren HKH prinsesse Margrethe (fra 1972, HM Margrethe 2. af Danmark) på hendes officielle besøg til det fjerne Østen via Genova, Heraklion, Suez Kanalen, Aden, Karachi, Sri Lanka, Singapore, Bangkok og Hong Kong. Efter returrejsen til Danmark genoptog Jutlandia sin normale tjeneste mellem København og Bangkok.

## Udmønstring
Jutlandia færdiggjorde sin sidste rejse fra Bangkok til København den 19. december 1964, blev losset og udgik af ØK's rulle.
Hun blev solgt til en spansk skibsophugger, og 4. januar 1965 forlod hun København på sin sidste sejltur til Bilbao, hvor hun blev ophugget.

## Trivia
Kim Larsen har skrevet en sang om Jutlandia. Den priser indsatsen under Koreakrigen og blev et stort hit i Danmark i 1986.
Jutlandia var under FN-flag i 999 dage og havde i den tid behandlet 4.981 militære patienter samt et ukendt antal civile,
På Langelinie ved siden af "Isbjørn med unger" lavet af Holger Wederkinch er der en mindesten for hospitalsskibet Jutlandia, der gjorde tjeneste under Koreakrigen i begyndelsen af 1950'erne.
Indskriften lyder på dansk og koreansk:
| „ | 23. januar 1951 – 16. oktober 1953. Danmarks bidrag til De Forenede Nationers Enhedskommando under Korea-Krigen. Denne sten fra Korea er givet i taknemmelighed af koreanske veteraner. | “ |

Der er fortalt at en af redningsbådene sejler på Slotssøen i Hillerød, under navnet "Den lille Færge", men det er kun en myte.